# Each-uisge
El each-uisge (gaélico escocés: [ɛxˈɯʃkʲə], literalmente "caballo (de) agua") es un espíritu acuático mitológico escocés, llamado each-uisge (anglicado como aughisky) o Ech-Ushkya en Irlanda.  Es similar al kelpie, pero mucho más maligno.

## Historia
El each-uisge, un caballo de agua sobrenatural encontrado en las Tierras Altas de Escocia, ha sido descrito como "quizás el más feroz y peligroso de todos los caballos de agua" por la folclorista Katharine Briggs. A menudo confundido con el kelpie (que habita en arroyos y ríos), el cada each-uisge vive en el mar, lochs marinos, y lochs de agua dulce. Cada each-uisge es un metamorfo, disfrazándose como un hermoso caballo, un poni, un hombre guapo o un pájaro enorme. Si,  en forma equina alguien lo monta, esa persona estará segura mientras se mantenga al each-uisge en tierra firme. Sin embargo, el mero rastro u olor de agua significará el fin del jinete: pues la piel del each-uisge es adhesiva y la criatura inmediatamente irá a la parte más profunda del loch con su víctima.  Después de que la víctima se haya ahogado, el each-uisge la desgarra y devora el cuerpo entero excepto el hígado, el cual flota a la superficie.
En su forma humana se dice aparece como hombre guapo, y puede ser reconocido como criatura mitológica solo por las algas, o por la abundancia de arena y barro en su cabello. Debido a esto, las personas en las Tierras Altas eran a menudo cautos con los desconocidos y con los animales solitarios al borde del agua, cerca de donde el each-uisge se decía habitaba.
Cnoc-na-Bèist ("Hillock del monstruo") es el nombre de un knoll en la isla de Lewis donde un each-uisge fue asesinado por el hermano de una mujer que intentó seducir  cerca de un loch de agua dulce, Loch-à-Mhuileinn ("Loch del molino").
Junto con sus víctimas humanas, el ganado y las oveja eran también a menudo presa del each-uisge que podía ser atraído fuera del agua por el olor de la carne asada.  Una historia de McKay titulada Más cuentos de las tierras altas del este relata:
Un herrero de Raasay perdió a su hija por un each-uisge. Como venganza el herrero y su hijo hicieron una serie de grandes ganchos en una forja que crearon a la orilla del loch. Entonces asaron una oveja y calentaron los ganchos hasta que estuvieron al rojo vivo. Finalmente una gran neblina salió del agua y el each-uisge surgió de las profundidades tomo la oveja. El herrero y su hijo lanzaron los ganchos sobre el each-uisge y después una corta lucha mataron a la criatura. Por la mañana no había restos de la criatura más que una sustancia gelatinosa.

## Orígenes
El aspecto del each-uisge en la isla de Skye fue descrito por Gordon en 1995 como teniendo pico de loro y con un hábito de sumergirse de repente, por lo que pudo haber sido un encuentro con una tortuga de mar como la tortuga laúd.